# Trigonarthron cinnabarinum
Trigonarthron cinnabarinum là một loài bọ cánh cứng trong họ Cerambycidae.